# Tadeusz Siara
Tadeusz Michał Siara (* 1941 in Kuczyńka, Kreis Gostyń) ist ein polnischer Grafiker.
Er studierte Grafik an der Akademie der Schönen Kunst in Krakau (Niederlassung in Katowice) und an der Rietveld Akademie in Amsterdam.
Seit 1969 stellt er in Polen und im Ausland aus (ca. 40 individuelle Ausstellungen), nimmt an Sammelausstellungen in Polen und im Ausland und an zahlreichen internationalen Biennalen und Triennalen der Grafik teil. Er erhielt mehrere Preise und Ehrungen bei Grafikwettbewerben. Seine Werke befinden sich in Museen und Privatsammlungen im In- und Ausland. 
In seinen Werken stellt er die von Menschen geschaffene Realität dar, er wandelt das gemeine Bild in das metaphorische um, zeigt jedoch nie den physischen Menschen selbst. Er versucht den geschlossenen Kreislauf darzustellen, die Ursache des menschlichen Schaffens und die Wirkung des Geschaffenen auf den Menschen selbst, dabei beurteilt er dieses Wechselspiel nicht, sondern überlasst dies dem Betrachter.